# Кенааниты
Кенаани́ты (ивр. כְּנַעֲנִים‎, кна‘аним, от термина лашон кенаан, в средневековых еврейских текстах обозначавшего славянский язык) — существовавшая в Средние века еврейская этнолингвистическая группа, разговорным языком которой являлся славянский (еврейско-славянские диалекты). Кенааниты жили на восточнославянских землях с IX по XVII век, на западнославянских — с X по XV век. Название связано с преданием, по которому языческое население древнего ближневосточного региона Ханаан (Кна‘ан) после завоевания Земли Израиля евреями переселилось в Европу, а его потомками стали славянские народы.

## История
Земли Восточной Европы вплоть до Праги именовались в еврейских средневековых источниках Ханаан. Еврейские учёные этого периода мифологически связывали славян с жителями библейского Ханаана и славянский язык именовали кна‘анит. Биньямин из Туделы в XII веке называет «Землёй Ханаан» Киевскую Русь.
На протяжении всей своей истории еврейский славянский язык был бесписьменным и употреблялся только в обиходной устной речи.
Лингвист Александр Бейдер, основываясь на обобщении данных еврейских и христианских источников, приходит к выводу, что набор наиболее распространённых личных имён и отдельные особенности
произношения иврита свидетельствуют о реальности этнических различий между еврейским населением Западной и Центральной и Восточной Европы в период раннего Средневековья. Так обосновывается тезис о независимом от западноевропейских ашкеназов происхождении кенаанитов. Славянский язык последних в качестве основного
разговорного или родного языка окончательно вытесняется пришедшим из западных земель идишем в XV—XVI веках в Богемии и к середине XVII века — после Хмельнитчины — также у евреев Речи Посполитой.
По предположению историка М. А. Членова пролить свет на проблему происхождения евреев-кенаанитов может изучение истории еврейских общин Римских Норика и Паннонии. Однако пока историческая наука не обладает материалами для такой реконструкции. Известны только отдельные очень немногочисленные памятники еврейской эпиграфики II—IV веков из этих провинций и затем сменившие их свидетельства присутствия с X века еврейских общин в землях Центральной и Восточной Европы. Аналогична ситуация с данными по истории еврейских общин в Северном Причерноморье, в котором наблюдается хронологический разрыв в несколько сотен лет между многочисленными эпиграфическими свидетельствами распространения иудаизма и еврейского населения в I—IV веках — и данными письменных источников эпохи Хазарского государства.
М. Членов, основываясь на собственной концепции полиэтнической еврейской цивилизации, которая состояла из большого числа локальных этнических общин эдот (ед. ч. эда — один из ивритских терминов со значением «община»). Согласно Членову, средневековые славяноязычные евреи составляли одну из таких эдот, которая подразделялась при этом на две самостоятельные территориальные группы на территории чешских и
восточнославянских земель соответственно, условно названные Западным и Восточным Кенааном. В состав Кенаана исследователь не включио земли средневекового польского королевства. Тем не менее, именно из Польши происходят древнейшие славяноязычные памятники еврейской эпиграфики — надписи на монетах периода Мешко III (1173—1202), выполненные ивритскими буквами и читающиеся как «Mieszko, król Polski».
Членов трактовал известие ибн Хордадбеха о торговцах ал-раззанийа как перечисление существовавших во время этого автора
еврейских эдот. По мнению Б. Е. Пашковского, это предположение основано на спорном прочтении текста и не поддерживается арабским оригиналом. Арабский автор сообщает о происхождении иудеев — ар-раззанийа следующее: «Пути
торговцев евреев — ар-раззанийа, которые разговаривают по-арабски, по-персидски, по-румийски, по-франкски, по-андалусски и по-славянски» («Masalik at-tujjar al-yahud ar-radhaniyya al-ladhina yatakallamun bi-l-arabiya wa-l-farisiya, wa-r-rumiyya wa-l-ifrandjiyya, wa-l-andalusiya, wa-s-saqlabiyya»). Термин ал-раззанийа в грамматически представляет
собой согласованное определение в составе идафной конструкции (masalik at-tujjar al-yahud) и обозначает группу иудейских купцов; затем приводится перечисление языков, которыми владеют принадлежащие к этой группе купцы. Грамматически в арабском языке это названия языков, а не обозначения или самоназвания этнических общин.
А. Н. Торпусман предполагает существование общин не только восточных (на территории Киевской Руси) и западных (в землях Центральной Европы), но и южных евреев-кенаанитов — на Балканах. Однако для этой территории, как и для Северного Причерноморья и Центральной Европы, нет данных письменных и археологических источников по местным еврейским общинам для времени между падением на этих территориях римской власти и становлением славянских государств. По этой причине во вопросу присутствия евреев на территории Первого Болгарского царства можно полагаться только на косвенные
данные, включая использование в ходе формирования славянской письменности отдельных знаков из еврейского алфавита.
Евреи востока Европы иногда отправляли своих детей учиться в иешивы западных стран. Так, в Вормсе обучался Ицхак из Русии, в Толедо — Ашер бен Синай. Талмудист первой половины XII века Моше из Киева, видимо, учился у Яакова бен Меира Тама — имеются свидетельства их личного знакомства — и имел переписку с Шмуэлем бен Али ха-Леви Гаоном, который был главой иешивы в Багдаде. Раши в своих комментариях к Пятикнижию счёл, что следует перевести отдельные слова первоисточника не только на старофранцузский язык и идиш, но и на кна‘анит. Он привёл на славянском слова «червяк», «перина» и др.
Однако талмудическая образованность среди этих евреев не была всеобщей. Считается, что кенааниты отличались от многих других еврейских общин невысоким уровнем образования. Так, в одном из писем салоникского раввина Тувии бен Элиэзера, относящемуся к началу XI века, сообщается о киевском еврее, который побывал у своего родственника в Салониках и собрался поехать оттуда в Иерусалим, но не знал ни иврита, ни греческого, ни арабского языков, а говорил только по-славянски. Он рассказывал, что из-за незнания языков путешествие для него стало трудным. Вероятно, по причине низкого уровня образованности восточные кенааниты использовали славянские переводы священных книг — в православных монастырях Великого княжества Литовского сохранились библейские книги, написанные на церковнославянском языке, но разделенные на недельные главы согласно с иудейским ритуалом. Для объяснения непонятных ивритских слов западные кенааниты переводили их на родной язык, называемый ими лешонену кна‘анит («наш язык кна‘анит»); своя страна именовалась ими малхутену Кна‘ан («наше княжество Кна‘ан»). Нередко кенааниты имели славянские имена. Так, один из подписантов Киевского письма X века, кохен, носил имя Гостята. Такая практика имела распространение и в среде западных кенаанитов: в ходе раскопок на еврейском кладбище XIII—XIV века в Шпандау (Бранденбург, Германия; ныне находится в городской черте Берлина) на надгробиях найдены такие женские имена, как Дражена, Слава, Либка и др., при отсутствии заимствований немецких имён. Имеются артефакты и письменные свидетельства в пользу существования славяноязычных евреев в Итиле в Хазарии, Вене, Праге и других городах Богемии и Моравии, на землях Волыни, в Подолии, Вильне. На территории собственно Польши каких-либо свидетельств пребывания кенаанитов не известно.
Славяноязычная еврейская община Киевской Руси серьёзно пострадала от монгольского нашествия. Сильный ущерб ей нанесли и междоусобные войны на Руси. Однако в землях Великого княжества Литовского, которое в XIV веке включало Смоленск, территории современной Беларуси и северной Украины, всё еще проживали евреи, говорившие, а иногда писавшие, на славянском языке.
С XIII веках в польских и чешских городах появляются ашкеназы — выходцы из германских княжеств, говорившие на идише. Встреча с более образованными единоверцами привела к полной абсорбции западных кенаанитов через несколько поколений. С конца XIV века ашкеназы поселялись и в Литовском государстве. В XV—XVI веках их приток усилился. Вскоре идиш распространяется и среди восточных кенаанитов: евреи бывшего Великого княжества Литовского приглашали к преподаванию в своих хедерах и иешивах как коренных германских евреев-ашкеназов, так и потомков западных кенаанитов, которые к тому времени уже ашкеназировались. Малочисленное сообщество, говорившее на языке кна‘анит ассимилировалось в среде носителей идиша, но ещё в середине XV века, по сообщениям респонсов, часть еврейских жителей Бреста называла город «Брест», на славянском, а другая — «Бриск», как принято на идише.
Идиш проникает на территории Беларуси, Подолии, Галиции, где до того еврейский язык имел мало отличий от языка их славянского окружения. Еврейские общины — из бывших западных и бывших восточных кенаанитов — сосуществовали не всегда дружественно. Львовские хроники XVI—XVII веков свидетельствуют, что две местные еврейские общины, обе говорившие на идише, нередко конфликтовали одно с другой. Ещё в XVII веке на этих землях присутствовали очаги славяноязычного еврейства. А. Бейдер (род. в 1943), проанализировав еврейские имена, показал, что если близ Бреста в это время ашкенизация победила, то в Гродно и его окрестностях славянские имена всё ещё были в ходу. Когда в конце XVIII века после разделов Польши под власть Российской империи попадает многочисленное еврейское население, евреи этих землях говорили уже только на идише; местными славянскими языками почти никто из них не владел.

## Самосознание
По мнению М. Членова, наименования целого ряда значительных еврейских эдот в том числе, вероятно, и кенаанской, восходят к нескольким стихам из библейской книги Овадьи. В целом проблема самосознания — ключевая в вопросе о кенаанитах. Само употребление слова «Кенаан» в отношении крупного славяноязычного региона, в который включают не только западное, но и восточное и частично южное славянство вовсе не засвидетельствовано средневековыми еврейскими источниками. Выражение «арцейну эрец кнаан» («страна наша земля Ханаан») в средневековой еврейской литературе - обозначение только территории Богемского королевства славяноязычными богемскими евреями, а не всей территории расселения евреев в странах Центральной и Восточной Европе. Однако показательно, что даже на территории Чехии использование термина «кенаани» не фиксируется как самоназвание представителей местных еврейских общин. В этом наиболее существенное отличие кенаанитов от 
сефардов или ашкеназов: слова «ашкенази» и «сфаради» известны в различных контекстах в средневековых еврейских исторических источниках как идентификатор происхождения того или иного средневекового еврейского деятеля.
Кроме того, если формирование многих, хотя и не всех, средневековых еврейских эдот, их культурной и языковой специфики, произошло под мощным влиянием государств и имперской организации этого времени: сефаров — с мусульманской Испанией, романиотов – с Византией, ашкеназов — с Каролингской и Оттоновской монархиями, то в истории славяноязычных еврейских общин такого фактора не было. Также предполагается, что развитию такой кенаанской самоидентификации славяноязычных евреев могло мешать и то, что в Библии одно из обозначений 
иврита звучит как «сфат Кенаан» (Ис. 19:18) — буквально «ханаанейский» («кенаанский») язык; название «Эрец Кенаан» на иврите это ещё и одно из наименований Земли Израиля (Быт. 17:8; Исх. 6:4 и др.); термин кенаани имеет семантически слишком тесно связан с сюжетом проклятья потомков Ханаана, внука библейского Ноя (Быт. 9:25—27)..

## Возможное наследие
Считается, что от кенаанитов в среде ашкеназов сохранились личные имена, в основном женские: Злате (ср. чешское злата — «золотая»), Зейде (ср. белорусское дзед — «дед»), Слове (славянское слава), Хволе (славянское хвала), Бадане (ср. белорусское багдана, то есть `Богом данная`), Черна, Чарна (то есть «чёрная») и др. Мужские имена кенаанитов евреев сохранились до позднего времени в составе фамилий, таких как Живов (от древнего имени Жив, соответствовавшего Хаим, Хай). Крымчаки, которые также ассимилировали часть славяноязычной общины кенаанитов, смогли сохранить женские имена Прва (от древнеславянского първа, то есть «первая»), Зденка (`жданая`, ср. чешское Зденка) и др.

## Изучение
Изучение истории славяно-еврейских языковых, культурных, литературных и религиозных контактов составляет особое междисциплинарное направление исследований на гранях иудаики, славистики, европеистики и востоковедения.
Существование средневековой группы кенаанитов было открыто российским гебраистом Авраамом Гаркави. В 1865 году в Санкт-Петербурге была издана его книга «Об языке евреев, живших в древнее время на Руси, и о славянских словах, встречаемых у еврейских писателей». Д. Васютинская показала, что на эту работу Гаркави оказала существенное влияние незаконченная работы караимского учёного, общественного деятеля и собирателя древностей Авраама Фирковича «О ханаанском языке и происхождении славян по еврейским источникам». Последняя была найдена в архиве Гаркави, который, в частности, занимался исследованием коллекций Фирковича.
В 1867 году в Вильне издаётся ивритская версия книги — היהודים ושפת הסלאווים («Ха-иехудим у-сфат ха-славим»). Открытие, сделанное Гаркави, почти никто не оспаривал, но оно было прохладно встречено историками. Генрих Грец, Семён Дубнов и их последователи об общине кенаанитов не сообщали. Одной из причин этой ситуации стало утверждение Гаркави о существовании такой общины в Киевской Руси, несмотря на то, что почти все приводимые им примеры касались западных кенаанитов; единственная приведённая им глосса из Восточной Европы происходит тоже не с территории Руси, а из Хазарии.
В 1928 году вышло исследование А. Марморштейна «Новые сведения о Тувии бен Эли‘эзере» (издано на французском языке, Revue des études Juives, t. 63, Paris), которое подтвердило открытие Гаркави в отношении восточных кенаанитов. Работа Гаркави была поддержана и продолжена ведущими лингвистами XX века Романом Якобсоном, Моррисом Халле, Максом Вайнрайхом, однако это мало убедило историков. Только в Чехословакии, а позже в Чехии, в конце XX — начале XXI веков стали активно разрабатывать наследие западных кенаанитов, которое сохранило много сведений о бесписьменном периоде старочешского языка.
В 2014 году в издательстве «Мосты культуры — Гешарим» (Москва — Иеруслаим) вышел 24 том сборника «Jews and Slavs» под названием «Кенааниты: Евреи в средневековом славянском мире», под редакцией Вольфа Московича, Михаила Членова и Абрама Торпусмана. В книгу вошли новые исследования израильских, российских, чешских, французских и литовских учёных, а также хрестоматия важнейших работ по тематике за 150 лет, начиная с труда А. Гаркави. Членову принадлежит наиболее последовательная и концептуальная разработка древнейшей истории славяноязычных евреев Европы от начала Средних веков до конца XVII века.

## Ссылка
- Петрухин В. Я.. [OukAZwNFwjU Судьбы евреев в средневековой Руси. От «кенаанитов» к «жидовствующим»]. Центр «Сэфер» (10 февраля 2016).